# Ceteco
Ceteco is een Nederlands handelshuis dat bestond van 1890 tot 1999.

## Oprichting
Ceteco werd in 1890 opgericht als N.V. Handel- en Industriemaatschappij "Curaçao" opgericht te Amsterdam. Voordien ontwikkelde Curaçao zich reeds tot knooppunt voor de Nederlandse scheepvaart op Latijns-Amerika. De in 1882 opgerichte Koninklijke West-Indische Maildienst (KWIM) bood de aanlegplaatsen aan de Sint Annabaai ter verkoop aan. De Handel- en Industriemaatschappij "Curaçao" werd opgericht ter exploitatie hiervan. De KWIM nam niet alleen deel aan deze onderneming, maar had ook de leiding ervan in handen.
In 1911 werd de naam veranderd in de Curaçaosche Handel-Maatschappij (CHM). Deze werd in het Engels de Curaçao Trading Company (CTC) genoemd, en de in 1970 ingevoerde naam Ceteco is van deze afkorting afkomstig.
De "Curaçao" was oorspronkelijk dus een beheerder van kaden en enkele daarbij behorende overslag- en bunkerbedrijven. Men verkocht scheepsbenodigdheden en handelde in kolen en water voor de langskomende schepen, inclusief het uitvoeren van reparaties op eigen werven. Daar werden ook schoeners gebouwd.
Vanaf 1911 werden de handelsactiviteiten uitgebreid. Men ging hout, cement en dakpannen importeren en later ook producten van het eiland, als strohoeden en sinaasappelschillen. Tijdens de Eerste Wereldoorlog ging men zich richten op het transport tussen de Latijns-Amerikaanse landen onderling. Daartoe werden op de eigen werven ook enkele schepen gebouwd, waaronder de grote schoener Hollandia. Toen de Koninklijke Nederlandse Petroleum Maatschappij (later Shell) in 1915 besloot om een raffinaderij op Curaçao te bouwen (zie Isla), kocht het bedrijf daartoe de schiereilanden Asiento en Valentijn van de CTC.
Men ging onder meer in koffie handelen, en was daarbij actief in landen als Venezuela, Colombia, Guatemala en El Salvador. Ook met Mozambique ging men handelen.

## Tweede Wereldoorlog en daarna
Tijdens de Tweede Wereldoorlog zetelde men op Curaçao, en pas in 1961 werd deze zetel weer verplaatst naar Nederland. Na deze oorlog verschoof ook het zwaartepunt van handel in tropische producten naar handel in duurzame consumptiegoederen. Toen de Latijns-Amerikaanse landen overgingen op importbeperkingen, vestigde men aldaar eigen industrieën, zoals een fabriek van stalen meubelen en fornuizen in Maracaibo en televisietoestellen en naaimachines in Caracas en El Salvador. In Colombia werd met Unilever samengewerkt in de margarineproductie. Aldus ging men steeds meer grondstoffen en halffabricaten importeren naar de Latijns-Amerikaanse landen, alwaar men ging assembleren en produceren, soms in samenwerking met lokale bedrijven, en bovendien ook showrooms en winkels opzette. Koelkasten, wasmachines en radio's werden er geproduceerd.
Vanaf 1959 werd de structuur gewijzigd. CHM werd een houdstermaatschappij, gevestigd te Amsterdam, en de lokale dochterbedrijven kregen meer zelfstandigheid. Ter spreiding van risico's werd ook in Europa geïnvesteerd, en men nam onder meer een radiatorenfabriek in Weiteveen en een plaatwerkerij in Hardenberg over. Een andere overname betrof het Zuid-Afrikaansch Handelshuis te Amsterdam, dat actief was in Angola en Mozambique. Uit de verlegging van het zwaartepunt der activiteiten kwam ook de naamswijziging in Ceteco voort. Probleem was echter onder meer het gebrek aan synergie, en vanaf 1974 werden de Nederlandse activiteiten verliesgevend. Er volgden saneringen en ontslagen.
In 1973 werd een persbericht verspreid dat Ceteco zou fuseren met de Koninklijke Nederlandse Stoomboot-Maatschappij. De fusie ging echter niet door. De Oliecrisis van 1979 had weinig vat op Ceteco, en in 1984 werd de Zaanse verwerker van cacao-afval, Schoemaker, overgenomen. Door toenemende risico's in Latijns-Amerika, met name in Nicaragua en Venezuela, wilde men daar gedeeltelijk afbouwen en zich meer richten op Azië en de Verenigde Staten. Hiervoor was echter geen geld.

## VOC-mentaliteit
Dit geld vond men bij Phs. van Ommeren, waarmee in 1987 werd gefuseerd. Het bedrijf kreeg de naam: Van Ommeren Ceteco (VOC), refererend aan de roemruchte Vereenigde Oost-Indische Compagnie en onder het motto: de koopman zorgt voor de lading, de kapitein voor het transport. De combinatie bleek in 1989 eigenlijk al mislukt. In 1991 werd Schoemaker weer afgestoten en in 1992 was het met de VOC alweer gedaan. Van Ommeren ging weer onder de oude naam verder en Ceteco werd verkocht aan Borsumij Wehry. Deze firma bracht Ceteco in 1994 weer naar de beurs.
In 1995 fuseerde Borsumij Wehry met Hagemeyer en ook Ceteco kwam onder Hagemeyer te vallen. Er werd een ambitieuze groeistrategie geformuleerd onder de al even ambitieuze naam: Turbo 1994-2001. Men wilde nu een belangrijke rol spelen in de detailhandel in geheel Latijns-Amerika. Het aantal winkels nam toe, evenals het aantal personeelsleden dat tot 9000 opliep. Er vonden economische crises en natuurrampen plaats in Latijns-Amerika en de klanten, die hun consumptiegoederen gewoonlijk op krediet hadden aangeschaft, konden niet aan hun verplichtingen voldoen. Uiteindelijk verloor Ceteco één miljoen gulden (450.000 euro) per dag. Aan Ceteco is op 6 juli 1999 surseance van betaling verleend. Op 17 mei 2000 is Ceteco in staat van faillissement verklaard. 300 miljoen gulden verdampte. Dit roemloze einde leidde nog tot de Ceteco-affaire. Er volgden rechtszaken die nog voor een nasleep van vele jaren zouden zorgen.

## Externe bronnen
- Geschiedenis
- Artikel over de ondergang van Ceteco in FEM/De Week, 22 juli 2000 (pdf)